# Seven de la República Masculino
El Seven de la República Masculino es un torneo de rugby en la modalidad rugby 7 organizado por la Unión Argentina de Rugby (UAR) y diputado por los seleccionados de las uniones regionales de rugby del país. Es considerado el torneo de rugby 7 más importante de la Argentina.
El torneo comenzó a disputarse en 1981 y su homólogo femenino, el Seven de la República Femenino, a partir de 2016. A partir de 1986 empezaron a intervenir en calidad de invitados los seleccionados de países de la región como Brasil, Chile, Paraguay, Perú y Uruguay. 
Desde 1988 el torneo se celebra en El Plumazo, sede del Club Atlético Estudiantes en Paraná, Entre Ríos. Debido a esto, el torneo es también conocido como el Seven de Paraná.

## Historia

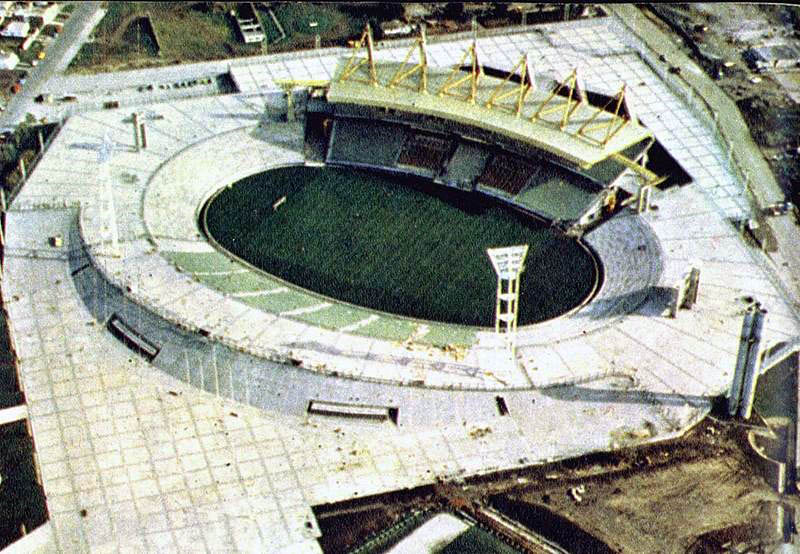
Estadio Mundialista José María Minella, sede del torneo en 1986.

En el mismo año que un seleccionado argentino participó por primera vez del Seven Internacional de Hong Kong, la Unión Argentina de Rugby organizó el primer Seven de la República en noviembre de 1981, del cual participaron 16 equipos (catorce elencos provinciales y dos bonaerenses). Se reunieron así en un solo lugar a los mejores jugadores de cada región del país, al igual que sus entrenadores y dirigentes en un transcendental evento caracterizado por su camaradería. Como resultado, se decidió repetir la competencia anualmente como el evento que cierra la temporada de rugby en Argentina, tradición que se mantiene hasta la actualidad y que se ha expandido a congregar y/o capacitar a árbitros, médicos y periodistas.
Durante sus primeras seis ediciones, la sede del torneo fue rotando entre distintas localidades del territorio bonaerense. Se decidió que el torneo debería ser organizado por alguna de las "Uniones del Interior" cada vez que Buenos Aires fuese sede de los partidos finales del Campeonato Argentino de Rugby, razón por la cual los torneos de 1986 y 1987 fueron hospedados y co-organizados por la Unión de Rugby de Mar del Plata.
La rotación llevó a que en 1988 el torneo se llevase a cabo en la Provincia de Entre Ríos, en las instalaciones del Club Atlético Estudiantes de Paraná, tradicional e histórico club del rugby entrerriano. Tal fue la satisfacción de la UAR con la organización, calidez e instalaciones del torneo que Paraná pasaría a convertirse en la sede de facto de la competición, albergándola por más de 30 años bajo la conducción de la Unión Entrerriana de Rugby.

## Equipos participantes
El Seven de la República reúne a las selecciones de las uniones provinciales miembros de la Unión Argentina de Rugby. Tras el debut de la Unión Santacruceña de Rugby en la edición 2021, todas las veinticinco uniones  actualmente afiliadas han participado del torneo.

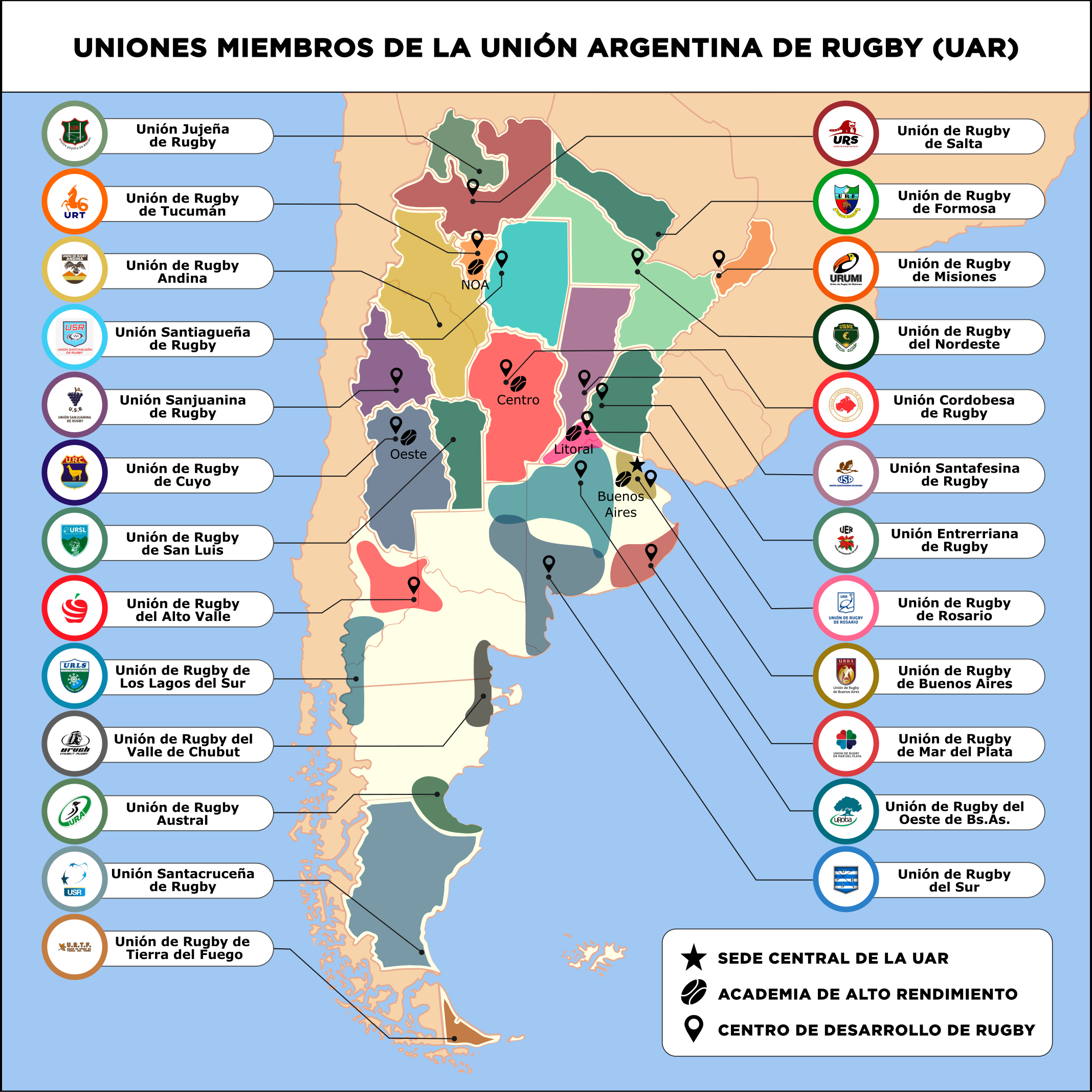
Uniones provinciales miembros de la UAR (2023).

| - Alto Valle (URAV) - Andina (UAR) - Austral (URA) - Buenos Aires (URBA) - Chubut (URVCH) - Córdoba (UCR) - Cuyo (URC) - Entre Ríos (UER) - Formosa (URF) | - Jujuy (UJR) - Lagos del Sur (URLS) - Mar del Plata (URMDP) - Misiones (URUMI) - Nordeste (URNE) - Oeste (UROBA) - Rosario (URR) - Salta (URS) - San Juan (USR) | - San Luis (URSL) - Santa Cruz (USR) - Santa Fe (USR) - Sgo. del Estero (USR) - Sur (URS) - Tierra del Fuego (URTF) - Tucumán (URT) |

Desde 1986 participan del torneo selecciones nacionales provenientes de Sudamérica, estando presentes en la gran mayoría de los torneos desde entonces.

## Campeonatos
| Año  | Campeón        | Resultado   | Subcampeón    | Semifinalistas                | Cant. equipos |
| ---- | -------------- | ----------- | ------------- | ----------------------------- | ------------- |
| 1981 | Capital        | 20 - 6      | Provincia     | lig.                          | 16            |
| 1982 | Buenos Aires B | G.P. - P.P. | Mar del Plata |                               | 16            |
| 1983 | Capital        | 18 - 16     | Provincia     |                               | 13            |
| 1984 | Córdoba        | 16 - 12     | Entre Ríos    |                               | 12            |
| 1986 | Capital        | 32 - 6      | Mar del Plata |                               | 16            |
| 1987 | Provincia      | 22 - 16     | Cuyo          | Córdoba Capital               | 20            |
| 1988 | Cuyo           | 34 - 6      | Nordeste      | Rosario Tucumán               | 18            |
| 1989 | Buenos Aires   | 20 - 18     | Tucumán       | Rosario Cuyo                  | 20            |
| 1990 | Buenos Aires   | 24 - 12     | Córdoba       | Nordeste Cuyo                 | 15            |
| 1992 | Nordeste       | 31 - 12     | Rosario       | Tucumán Córdoba               | 20            |
| 1993 | Buenos Aires   | 24 - 12     | Córdoba       | Nordeste Rosario              | 18            |
| 1994 | Buenos Aires   | 38 - 19     | Rosario       | Nordeste Córdoba              | 19            |
| 1995 | Rosario        | 31 - 7      | Buenos Aires  | Nordeste Tucumán              | 23            |
| 1996 | Buenos Aires   | 38 - 21     | Cuyo          | Nordeste Rosario              | 23            |
| 1997 | Rosario        | 28 - 19     | Buenos Aires  | San Juan Salta                | 24            |
| 1998 | Rosario        | 21 - 7      | Buenos Aires  | Cuyo Mar del Plata            | 24            |
| 1999 | Buenos Aires   | 19 - 0      | Rosario       | San Juan Cuyo                 | 25            |
| 2000 | Rosario        | 26 - 14     | Cuyo          | San Juan Córdoba              | 23            |
| 2001 | Buenos Aires   | 33 - 7      | Mar del Plata | Rosario Santa Fe              | 25            |
| 2002 | Salta          | 14 - 12     | Buenos Aires  | Tucumán Mar del Plata         | 28            |
| 2003 | Buenos Aires   | 31 - 7      | Mar del Plata | Cuyo Santa Fe                 | 24            |
| 2004 | Buenos Aires   | 5 - 0       | Córdoba       | Cuyo Santa Fe                 | 25            |
| 2006 | Buenos Aires   | 12 - 7      | Córdoba       | Cuyo Uruguay                  | 24            |
| 2007 | Cuyo           | 24 - 7      | Mar del Plata | Córdoba Buenos Aires          | 25            |
| 2008 | Buenos Aires   | 17 - 10     | Córdoba       | Mar del Plata Rosario         | 24            |
| 2009 | Rosario        | 18 - 5      | Tucumán       | Salta Cuyo                    | 27            |
| 2010 | Córdoba        | 33 - 19     | Cuyo          | Tucumán Rosario               | 32            |
| 2011 | Salta          | 7 - 5       | Tucumán       | Rosario Córdoba               | 24            |
| 2012 | Buenos Aires   | 24 - 7      | Entre Ríos    | Tucumán Salta                 | 28            |
| 2013 | Buenos Aires   | 28 - 7      | Salta         | Entre Ríos Rosario            | 24            |
| 2014 | Buenos Aires   | 7 - 5       | Tucumán       | Entre Ríos Córdoba            | 24            |
| 2015 | Buenos Aires   | 31 - 10     | Santa Fe      | Entre Ríos Tucumán            | 24            |
| 2016 | Cuyo           | 14 - 5      | Buenos Aires  | Entre Ríos Córdoba            | 24            |
| 2017 | Tucumán        | 21 - 12     | Córdoba       | Buenos Aires Tierra del Fuego | 26            |
| 2018 | Córdoba        | 19 - 12     | Tucumán       | Nordeste Rosario              | 28            |
| 2019 | Tucumán        | 12 - 8      | Uruguay       | Córdoba Nordeste              | 28            |
| 2021 | Buenos Aires   | 26 - 14     | Tucumán       | Santa Fe Córdoba              | 28            |
| 2022 | Rosario        | 21 - 12     | Buenos Aires  | Tucumán Santa Fe              | 28            |
| 2023 | Buenos Aires   | 26 - 5      | Entre Ríos    | Tucumán Sgo. del Estero       | 26            |
| 2024 | Mar del Plata  | 19 - 15     | Córdoba       | Tucumán Salta                 | 26            |
| 2025 |                |             |               |                               |               |

## Estadísticas

### Palmarés
Información acerca de los equipos semifinalistas en 1982, 1983, 1984 y 1986 no se encuentra disponible. 
| Equipo              | Campeón | Subcampeón | Semifinales |
| ------------------- | ------- | ---------- | ----------- |
| Buenos Aires        | 17      | 6          | 2           |
| Rosario             | 6       | 3          | 10          |
| Córdoba             | 3       | 7          | 10          |
| Cuyo                | 3       | 4          | 8           |
| Capital             | 3       |            | 1           |
| Tucumán             | 2       | 6          | 10          |
| Salta               | 2       | 1          | 4           |
| Mar Del Plata       | 1       | 5          | 3           |
| Provincia           | 1       | 2          |             |
| Nordeste            | 1       | 1          | 7           |
| Buenos Aires B      | 1       |            |             |
| Entre Ríos          |         | 3          | 4           |
| Santa Fe            |         | 1          | 5           |
| Uruguay             |         | 1          | 1           |
| San Juan            |         |            | 3           |
| Tierra del Fuego    |         |            | 1           |
| Santiago del Estero |         |            | 1           |

- Entre 1981 y 1988, la Unión Argentina de Rugby participó del torneo con los seleccionados de Provincia y Capital, representando a los clubes directamente afiliados a la misma.
- A partir de 1989, los seleccionados de Provincia y Capital fueron unificados bajo el seleccionado de Buenos Aires.
- A partir de 1996, los clubes directamente afiliados a la Unión Argentina de Rugby se escindieron y crearon la Unión de Rugby de Buenos Aires, la cual pasó a estar a cargo del seleccionado de Buenos Aires.

### Otros logros
| Equipo              | Copa de Plata | Copa de Bronce | Copa Posic. | Zona Ascenso | Zona Estímulo | Total |
| ------------------- | ------------- | -------------- | ----------- | ------------ | ------------- | ----- |
| Cuyo                | 2             | 3              | 3           |              |               | 8     |
| Salta               | 4             | 1              |             | 1            |               | 6     |
| Buenos Aires        | 5             |                |             |              |               | 5     |
| Rosario             | 2             | 2              | 1           |              |               | 5     |
| Tucumán             | 2             | 2              |             |              | 1             | 5     |
| Nordeste            | 1             | 4              | 1           |              |               | 5     |
| Chile               | 1             | 1              |             | 1            | 1             | 4     |
| Mar Del Plata       | 2             |                | 1           |              |               | 3     |
| Santa Fe            | 1             | 2              |             |              |               | 3     |
| San Juan            | 1             | 1              |             |              | 1             | 3     |
| Misiones            |               | 2              |             | 1            |               | 3     |
| Uruguay             |               | 1              | 1           | 1            |               | 3     |
| Sur                 |               | 1              |             | 1            | 1             | 3     |
| Entre Ríos          | 2             |                |             |              |               | 2     |
| Córdoba             | 1             |                | 1           |              |               | 2     |
| Tierra del Fuego    | 1             |                |             | 1            |               | 2     |
| Santiago del Estero |               | 1              | 1           |              |               | 2     |
| Paraguay            |               | 1              |             |              | 1             | 2     |
| Alto Valle          |               |                | 1           | 1            |               | 2     |
| Entre Ríos B        |               |                | 1           |              | 1             | 2     |
| Lagos del Sur       |               |                |             | 2            |               | 2     |
| Andina              |               | 1              |             |              |               | 1     |
| Brasil              |               | 1              |             |              |               | 1     |
| Entre Ríos Rojo     |               | 1              |             |              |               | 1     |
| Chubut              |               |                | 1           |              |               | 1     |
| Oeste               |               |                |             | 1            |               | 1     |
| Formosa             |               |                |             | 1            |               | 1     |

- La Zona Estímulo se disputó por última vez en 1998.
- En 2002 se otorgó la Copa de Madera al ganador de los partidos por el 25.° al 28.° puesto (San Juan).
- La posición final alcanzada por los ganadores de la Copa de Plata, Bronce y Posicionamiento varía de acuerdo al formato utilizado durante cada campeonato (5.°; 9.°; 13.°; 17.°; etc.).[16]